# Someșeni (okręg Satu Mare)
Someșeni – wieś w Rumunii, w okręgu Satu Mare, w gminie Apa. W 2011 roku liczyła 323 mieszkańców. 